# Epistrophe eligans
Epistrophe eligans là một loài ruồi trong họ Ruồi giả ong (Syrphidae). Loài này được Harris mô tả khoa học đầu tiên năm 1780. Epistrophe eligans phân bố ở vùng Cổ Bắc giới

## Hình ảnh

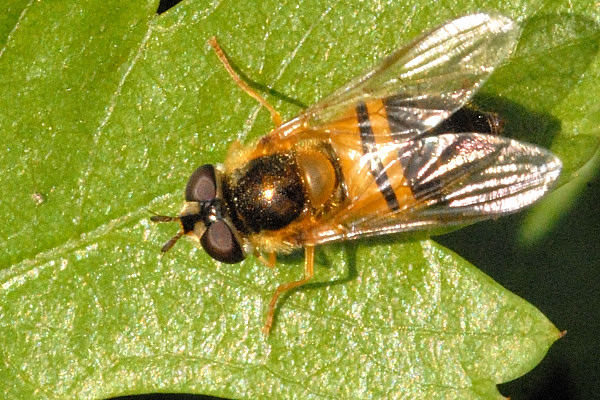
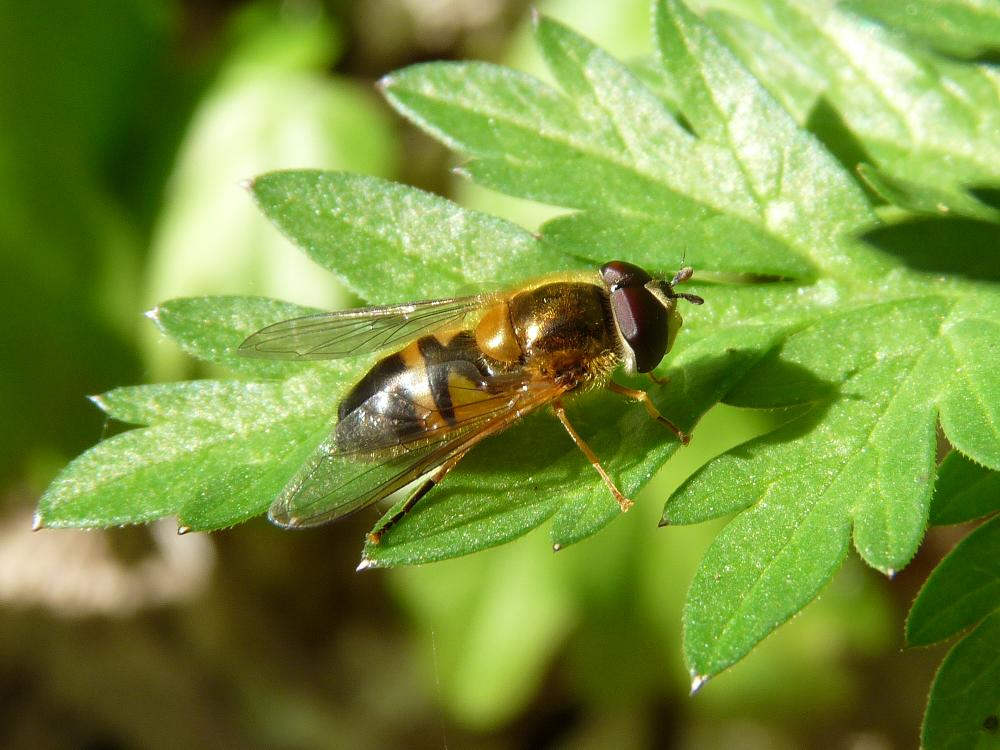